# Candalides hyacinthina
Candalides hyacinthina là một loài bướm ngày trong họ Lycaenidae. Loài này được tìm thấy dọc theo bờ đông của Úc, bao gồm Nam Úc, New South Wales, Tây Úc và Victoria.
Sải cánh khoảng 40 mm. Con đực trưởng thành có cánh màu đồng tối. Ấu trùng ăn rễ non của Cassytha melantha, Cassytha racemosa và Cassytha peninsularis. 

## Phụ loài
- Candalides hyacinthina hyacinthina (phía nam Queensland đến trung Victoria, Grampians)
- Candalides hyacinthina simplexa (Tepper, 1882) - Western Dusky Blue (tây bắc Victoria, Southern Australia, Western Australia)
- Candalides hyacinthina eugenia Waterhouse & Lyell, 1914 (Queensland (Port Stewart đến Yeppoon))
- Candalides hyacinthina josephina Harris, 1952 (Stawell)

## Hình ảnh

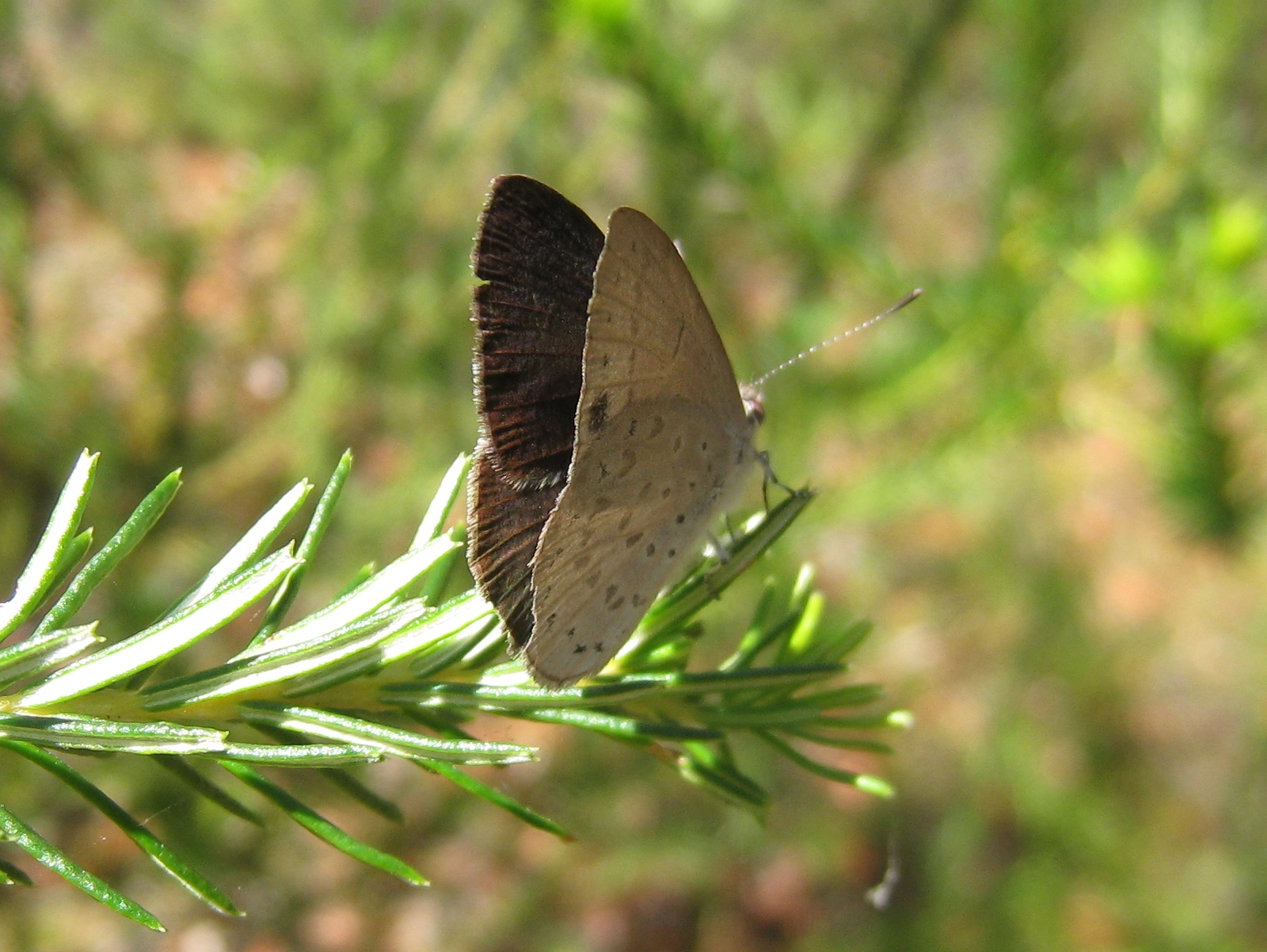